# Cmentarz żydowski w Mikulovie

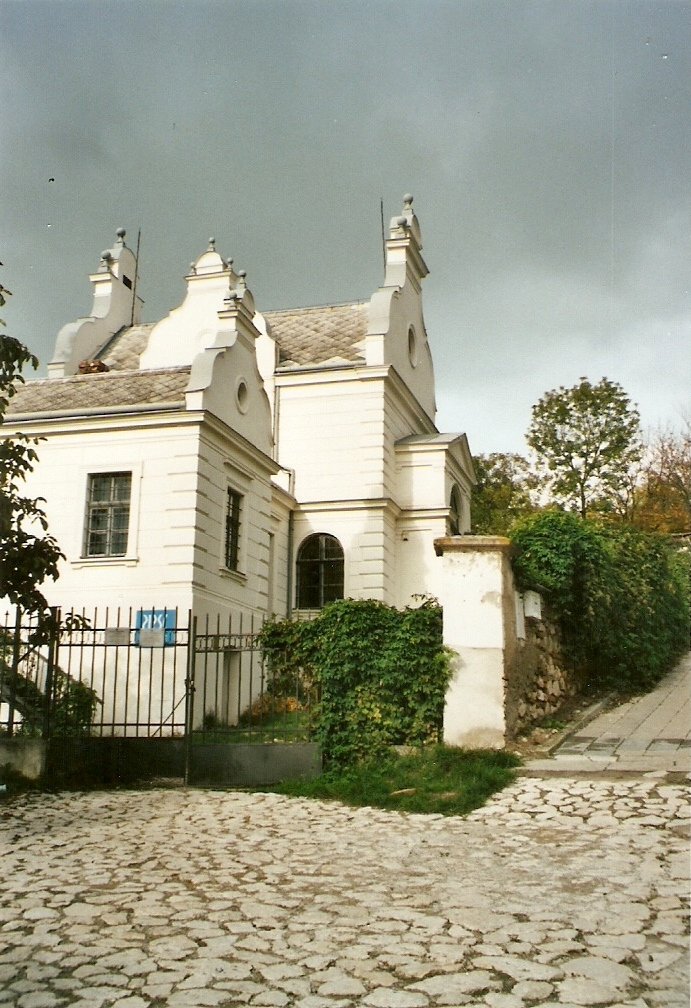
Neorenesansowy dom przedpogrzebowy.

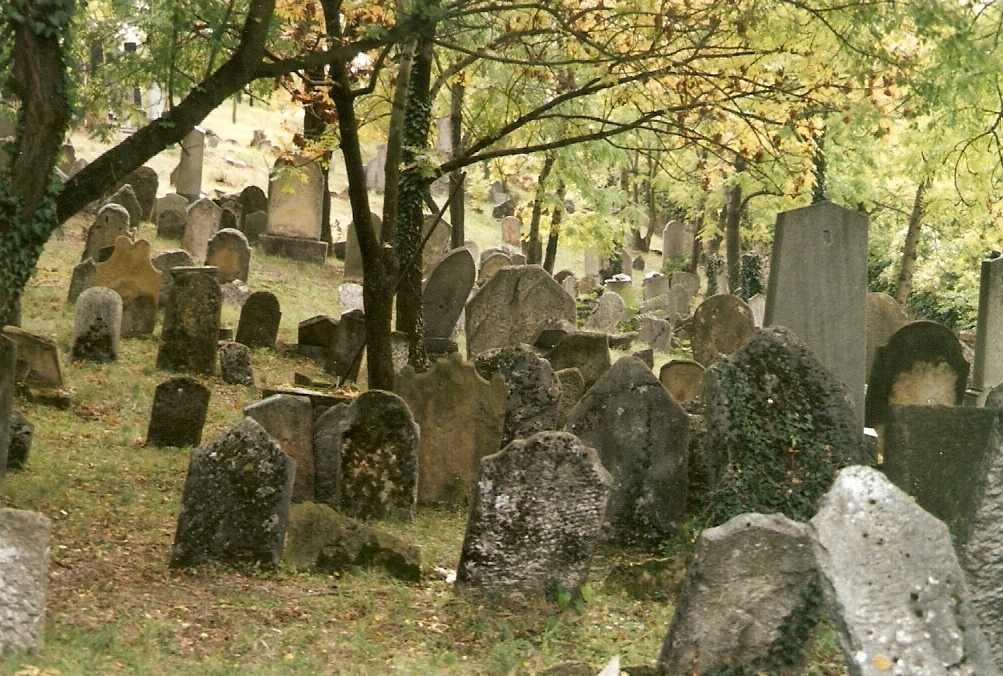
Nagrobki z XVII i XVIII w.

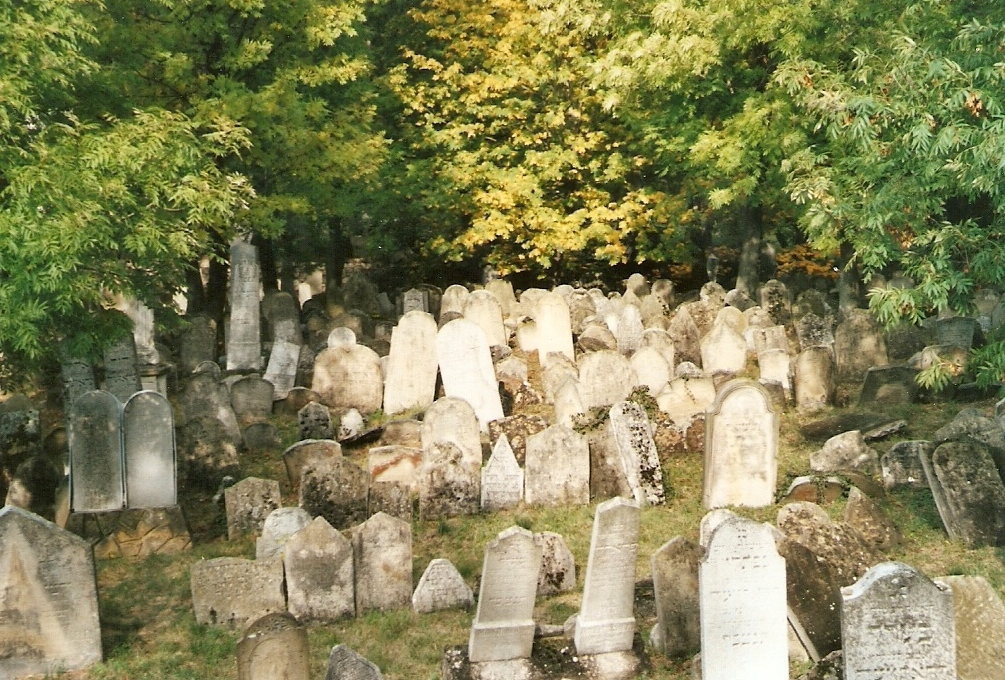
Północna część cmentarza, pochodząca z XX wieku.

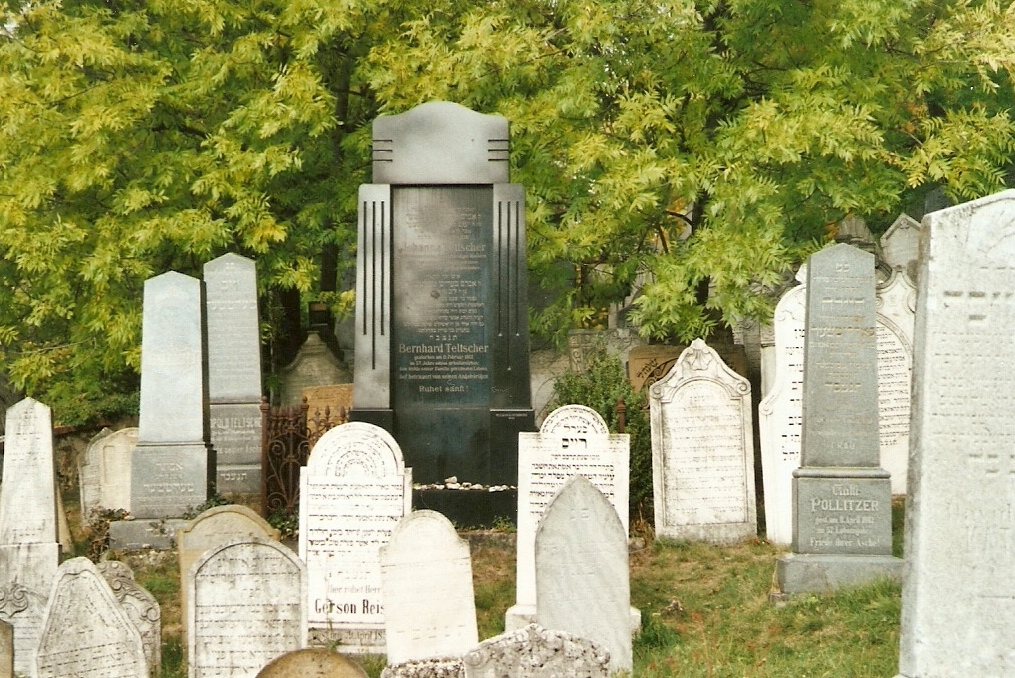
Nagrobki rodziny Teltscherów na wzgórku rabińskim.

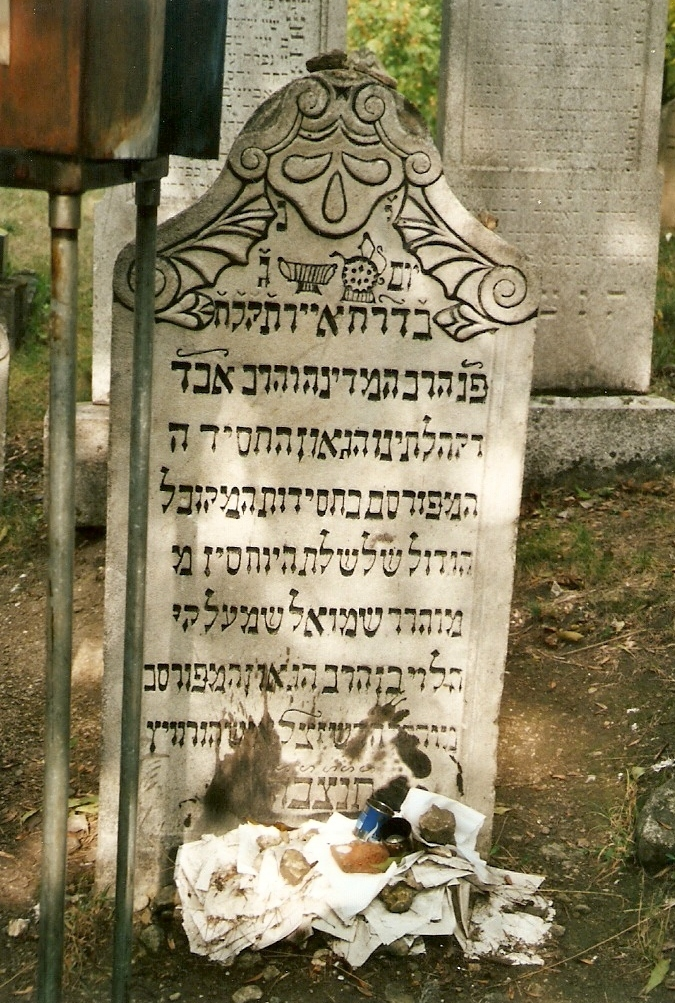
Nagrobek Samuela Horowitza.

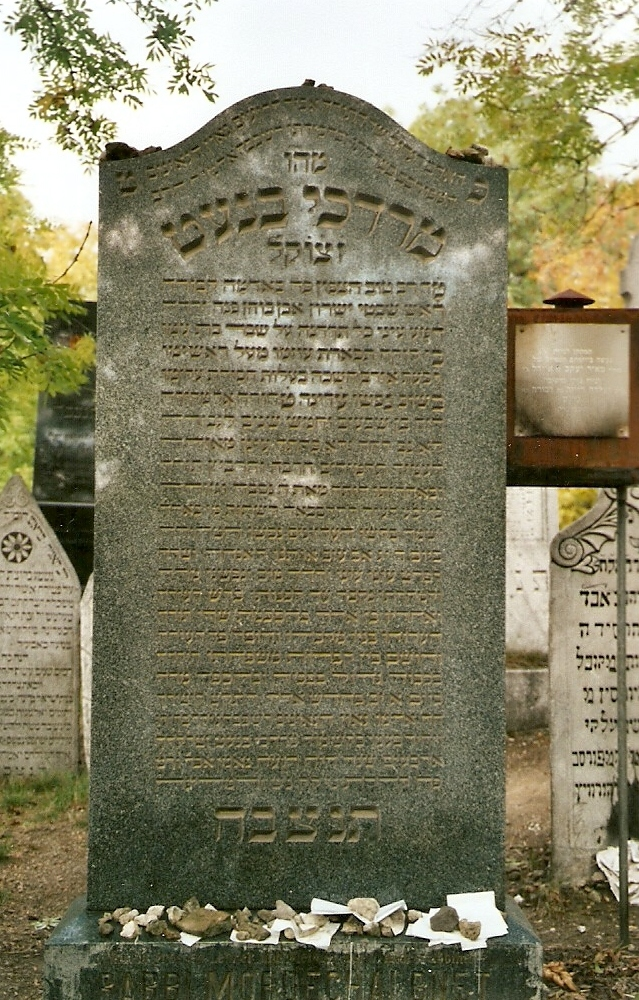
Nagrobek Mordechaja Beneta.

Cmentarz żydowski w Mikulovie – cmentarz żydowski (kirkut) w północno-zachodniej części śródmieścia Mikulova na południu Czech, przy Hřbitovní náměstí. Jest jednym z największych cmentarzy żydowskich Moraw. Powstał w połowie XV wieku. Na obszarze 19 180 m² znajduje się według różnych źródeł od 2500 do 4000 nagrobków, z których najstarszy pochodzi z 1618. Na uwagę zasługuje tzw. rabiński wzgórek na którym spoczywają m.in. rabini Moraw oraz znajdują się najstarsze macewy z XVII w. Ostatni pochówek miał miejsce w 1949.

## Historia i opis

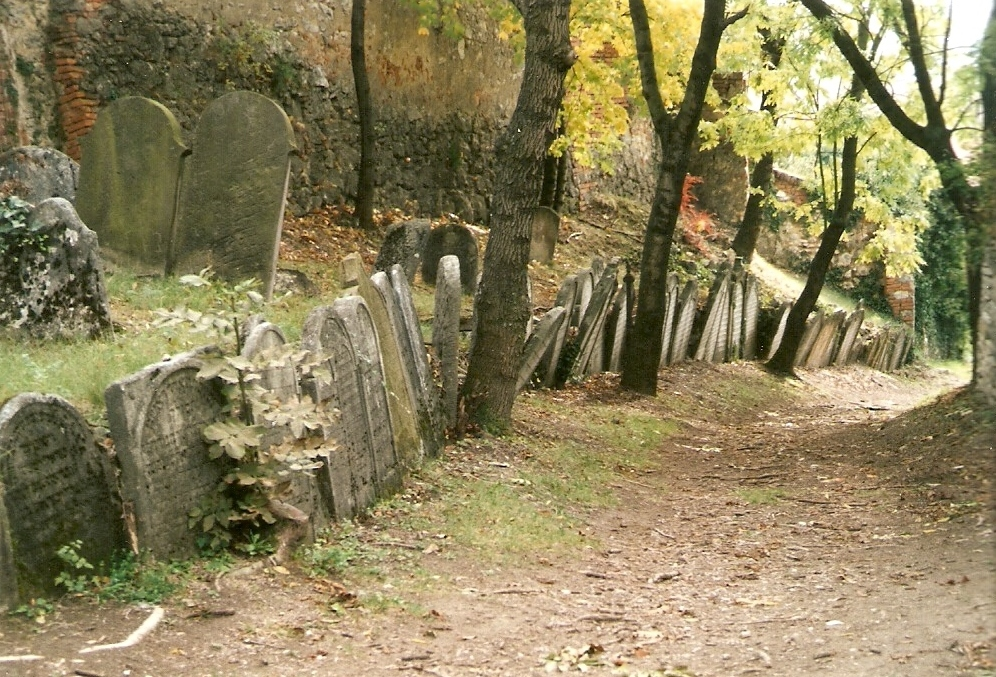
Ścieżka z rabińskiego wzgórka do domu przedbogrzebowego.

Cmentarz powstał w połowie XV wieku, mniej więcej w tym samym okresie, kiedy mikulowska gmina żydowska. O jego metryce świadczy lokalizacja w północno-zachodniej części śródmieścia, na skraju ówczesnej dzielnicy żydowskiej.
Nekropolia znajduje się na zachodnim zboczu Koziego Gródka, zwanego niegdyś Turold. Ma powierzchnię 19 180 m², a jej nieregularny kształt obrazuje kilkusetletnią historię. Całość otoczona jest wapienno-ceglanym (co jest typowe dla zabudowy Mikulova) murem, którego wysokość w niektórych miejscach sięga nawet 8 m.
Centralną i najważniejszą częścią kirkutu jest tzw. rabiński wzgórek (czes. rabínský vršek, niem. Rabbonimplatz). Jest to wzniesienie, na którym znajdują się najstarsze zachowane macewy z XVII w., a także groby rabinów (zarówno Mikulova, jak i całych Moraw) i ich rodzin oraz najbogatszych mieszkańców miasta.
W południowej części cmentarza w 1898 wybudowano według projektu wiedeńskiego architekta Maxa Fleischera neorenesansowy dom przedpogrzebowy, od którego w kierunku północnym wzdłuż muru biegnie tzw. droga wschodnia.
Najmłodsza część kirkutu, z okresu międzywojennego, znajduje się w części północnej, natomiast na zachodzie znajduje się grób węgierskich żydów z 1945. Obszar przy bramie wejściowej zajmuje kwatera dziecięca.
Ostatnie pogrzeby odbyły się w latach 40. XX wieku. Jesienią 1945 pochowano tutaj, po ekshumacji, 21 węgierskich żydów, którzy w styczniu tego roku zginęli w obozie pracy, który funkcjonował w Mikulovie. Ostatnimi pochowanymi byli Hanuš Spielmann (21 kwietnia 1948) i Emil Stankiewicz (5 stycznia 1949).

## Nagrobki
Na Morawach macewy datowane przed rokiem 1620 zachowały się jedynie w Ivančicach, Tovačovie i właśnie w Mikulovie, przez co mikulowski kirkut jest jednym z najstarszych morawskich, a także jednym ze starszych w całych Czechach.
Na cmentarzu żydowskim w Mikulovie znajduje się kilka tysięcy nagrobków. Ich dokładna liczba nie jest znana. Jíří Fiedler podaje liczbę 2500, natomiast Jaroslav Klenovský nawet 4000. Najstarsza zachowana macewa pochodzi z 1618.
Pomniki znajdują się na całym obszarze cmentarza w nieregularnych zespołach, przeważnie na osi wschód-zachód. Wyjątkiem jest „droga wschodnia” – alejka biegnąca od domu przedpogrzebowego w kierunku północnym.
Najstarsze macewy, pochodzące jeszcze z XVII w., znajdują się na wzniesieniu zwanym „rabińskim wzgórkiem” (czes. rabínský vršek, niem. Rabbonimplatz). Oprócz nich są tu groby rabinów, zarówno gminy w Mikulovie, jak i całych Moraw, oraz najbogatszych mieszkańców miasta. Łącznie jest to ok. 80 nagrobków w kilku zwartych rzędach. Przypuszcza się, że rabiński wzgórek stanowił najstarszy rdzeń cmentarza, wokół którego nekropolia stopniowo się powiększała.
Groby z XVII w. mają postać kwadratowych lub prostokątnych steli z płaskorzeźbionymi dekoracjami i pilastrami po obu stronach, zakończonych łukiem z ornamentami. Istnieją też macewy w postaci obramowanej płyty bez detali architektonicznych, także zakończone łukami. Spotyka się również kombinacje obu stylów.
W połowie XVIII w. zaczynają się pojawiać macewy barokowe, posiadające złożone kształty i bardzo bogatą dekorację. Najbardziej typowym zdobieniem spotykanym na cmentarzu w Mikulovie jest muszla. Często spotyka się również różne motywy roślinne.
Na przełomie XVIII i XIX w. zaczął dominować styl rokokowy. Dekoracje macew z tego okresu wyraźnie przypominają dekoracje na zamku w Mikulovie.

## Znane osobistości
Cmentarz żydowski w Mikulovie ma znaczenie nie tylko ze względu na swój wiek i wartość historyczno-artystyczną, ale także dlatego, że pochowany jest tu kilkunastu rabinów, reprezentujących żydów na całych Morawach. Ich groby znajdują się na tzw. wzgórku rabińskim.
Są to:
- Jehuda Löb ben Obadja Eulenburg (zm. 1618)
- Petachjah ben Josef (zm. 1637)
- Menachem Mendl Krochmal (zm. 1661)
- Aron Jakob ven Jecheskel (Ezekiel) Charif (zm. 1671)
- Jehuda Arje Löb-Lev (zm. 1684)
- Eleazar Mendl ben Mordechaj Fanta (zm. 1690)
- Gabriel ben Jehuda Leb Eskeles (zm. 1718)
- Moses ben Aron Lwow-Lemburger (zm. 1757)
- Gerson ben Moses Pullitz-Pollitzer (zm. 1772)
- Samuel Schmelke ha-Levi Horowitz (zm. 1778)
- Gerson ben Abraham Chajes (zm. 1789)
- Mordechaj ben Abraham Benet (zm. 1830)